# Giōrgos Zīsopoulos
Giōrgos Zīsopoulos (in greco Γιώργος Ζησόπουλος?; Katerini, 23 maggio 1984) è un ex calciatore greco, di ruolo difensore.

## Carriera

### Club
Ha giocato nella prima divisione greca.

### Nazionale
Ha giocato nella nazionale greca Under-21.